# Championnats de France de patinage artistique 1957
Navigation
Championnats de France 1956 Championnats de France 1958
Les championnats de France de patinage artistique 1957 ont eu lieu à la patinoire olympique de Boulogne-Billancourt pour 4 épreuves : simple messieurs, simple dames, couple artistique et danse sur glace.

## Podiums
| Épreuves                            | Or                             | Argent                            | Bronze                             |
| Messieurs résultats détaillés       | Alain Giletti                  | Alain Calmat                      | -                                  |
| Dames résultats détaillés           | Maryvonne Huet                 | Corinne Altmann                   | -                                  |
| Couples résultats détaillés         | Colette Tarozzi / Jean Vivès   | -                                 | -                                  |
| Danse sur glace résultats détaillés | Fanny Besson / Jean-Paul Guhel | Christiane Elien / Claude Lambert | Annick de Trentinian / Jacques Mer |

## Détails des compétitions
(Détails des compétitions encore à compléter)

### Messieurs
| Rang | Nom           |
| ---- | ------------- |
| 1    | Alain Giletti |
| 2    | Alain Calmat  |

### Dames
| Rang | Nom             |
| ---- | --------------- |
| 1    | Maryvonne Huet  |
| 2    | Corinne Altmann |

### Couples
| Rang | Nom                          |
| ---- | ---------------------------- |
| 1    | Colette Tarozzi / Jean Vivès |

### Danse sur glace
| Rang | Nom                                |
| ---- | ---------------------------------- |
| 1    | Fanny Besson / Jean-Paul Guhel     |
| 2    | Christiane Elien / Claude Lambert  |
| 3    | Annick de Trentinian / Jacques Mer |
| ...  |                                    |

## Sources
- Le livre d'or du patinage d'Alain Billouin, édition Solar, 1999